# ISO 3166-2:PY
ISO 3166-2:PY é a entrada no ISO 3166-2, parte do padrão ISO 3166 publicado pela Organização Internacional para Padronização (ISO), que define códigos para os nomes das principais subdivisões do Paraguai (cujo código ISO 3166-1 alfa-2 é PY).
Atualmente, códigos são atribuídos a 1 capital e 17 departamentos. Cada código começa com PY-, seguido de um número 1–16 e 19, para os departamentos ou três letras (para o capital).

## Códigos atuais
Códigos ISO 3166 e nomes de subdivisões são listados como no padrão oficial publicada pela Agência de Manutenção (ISO 3166/MA). Clique no botão no cabeçalho para classificar cada coluna.
| Código | Nome da subdivisão | Categoria da subdivisão |
| ------ | ------------------ | ----------------------- |
| PY-ASU | Asunción           | capital                 |
| PY-16  | Alto Paraguay      | departamento            |
| PY-10  | Alto Paraná        | departamento            |
| PY-13  | Amambay            | departamento            |
| PY-19  | Boquerón           | departamento            |
| PY-5   | Caaguazú           | departamento            |
| PY-6   | Caazapá            | departamento            |
| PY-14  | Canindeyú          | departamento            |
| PY-11  | Central            | departamento            |
| PY-1   | Concepción         | departamento            |
| PY-3   | Cordillera         | departamento            |
| PY-4   | Guairá             | departamento            |
| PY-7   | Itapúa             | departamento            |
| PY-8   | Misiones           | departamento            |
| PY-12  | Ñeembucú           | departamento            |
| PY-9   | Paraguarí          | departamento            |
| PY-15  | Presidente Hayes   | departamento            |
| PY-2   | San Pedro          | departamento            |